# KZ-Außenlager Falkenau
Das KZ-Außenlager Falkenau war ein Außenlager des KZ Flossenbürg in Falkenau bei Karlsbad (heute: Sokolov) im Reichsgau Sudetenland.
Das Lager wurde am 8. Mai 1945 – am letzten Kriegstag – von US-amerikanischen Soldaten einer Einheit der 1st Infantry Division befreit. Captain Kimble R. Richmond sorgte einen Tag später für eine würdevolle Beerdigung der entdeckten, nackten Leichen. Zuvor befahl er einer Gruppe von Bürgern und Honoratioren von Falkenau die Körper der Ermordeten zu bergen und anzuziehen. Der Infanterist Samuel Fuller, der spätere Hollywood-Regisseur, erhielt – da er eine 16-mm-Kamera besaß – den Befehl den gesamten Vorgang zu filmen. Der Film hat eine Länge von 22 Minuten.
Die Geschichte des Konzentrationslagers ist heute Teil der Ausstellung des Bezirksmuseums Sokolov im Schloss Sokolov.

## Film
Samuel Fullers Kriegsfilm The Big Red One, aus dem Jahre 1980, endet mit der Befreiung des KZ-Außenlagers Falkenau.
1988 schuf der Regisseur Emil Weiss den Dokumentarfilm KZ Falkenau – Eine Lektion über Menschenwürde, in der Samuel Fuller auch als Zeitzeuge auftrat und zum ersten Mal seinen 1945 gedrehten Film der Öffentlichkeit zugänglich machte.